# هايبوسيفالوس
الهايبوسيفالوس (باليونانية: ὑποκέφαλος)‏ أو مسند رأس المومياء هو قرص صغير عادةً ما يكون مصنوعًا من كِتَان مكسو بالجص، ولكنه يُصنع أيضًا من البردي، أو البرونز، الذهب، الخشب، أو الطين، والذي كان المصريون القدماء في الفترة المتأخرة وما بعدها يضعونه تحت رؤوس موتاهم. كان يُعتقد أن هذا القرص يحمي المتوفى بشكل سحري ويجعل الرأس والجسد يغمرهما الضوء والدفء، مما يجعل المتوفى إلهيًا. وقد حلّ محل التعويذة القديمة على شكل البقرة.

## الرمزية
كان الهايبوسيفالوس يرمز إلى عين رع (عين حورس)، التي تمثل إله الشمس. تتعلق المشاهد المصورة عليه بالأفكار المصرية حول البعث والحياة بعد الموت، مما يربطها بأسطورة أوزيريس. بالنسبة للمصريين القدماء، كان غروب الشمس وطلوعها اليومي رمزًا للموت والبعث. وقد مثّل الهايبوسيفالوس كل ما تحيط به الشمس - عالم الأحياء، الذي كانت تمر فوقه خلال النهار، كان مصورًا في النصف العلوي، وعالم الأموات، الذي كانت تمر عبره خلال الليل، في النصف السفلي.
ظهر الهايبوسيفالوس لأول مرة خلال الأسرة السايتية في مصر (663–525 قبل الميلاد) واستمر استخدامه لقرون. فيحوي الفصل 162 من نسخة كتاب الموتى لتلك الفترة على تعليمات لصنع واستخدام الهايبوسيفالوس.

## الحفاظ عليها
يتم الاحتفاظ بالهايبوسيفالوس في المتاحف في أوروبا (بما في ذلك عدة أمثلة في المتحف البريطاني)، الشرق الأوسط، والولايات المتحدة الأمريكية — ثلاثة في متحف الآثار والأنثروبولوجيا بجامعة بنسلفانيا وواحد في متحف الفنون الجميلة في بوسطن. لا يوجد اثنان من الهايبوسيفالوس متماثلان، وهناك ما يزيد قليلاً عن 100 عينة معروفة منها.

## معرض الهايبوسيفالوس

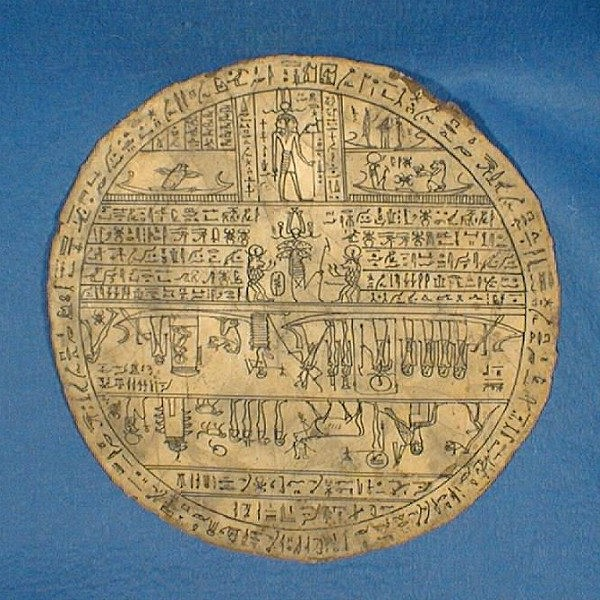
العصر البطلمي. أصل غير معروف. موجود في المتاحف الملكية للفنون والتاريخ في بروكسل
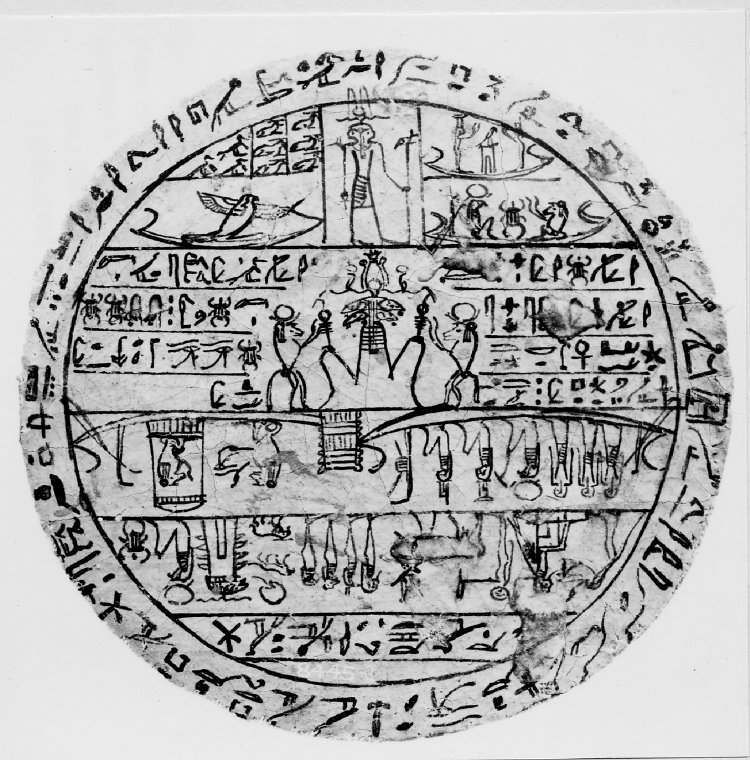
العصر البطلمي. موجود في المتحف البريطاني.
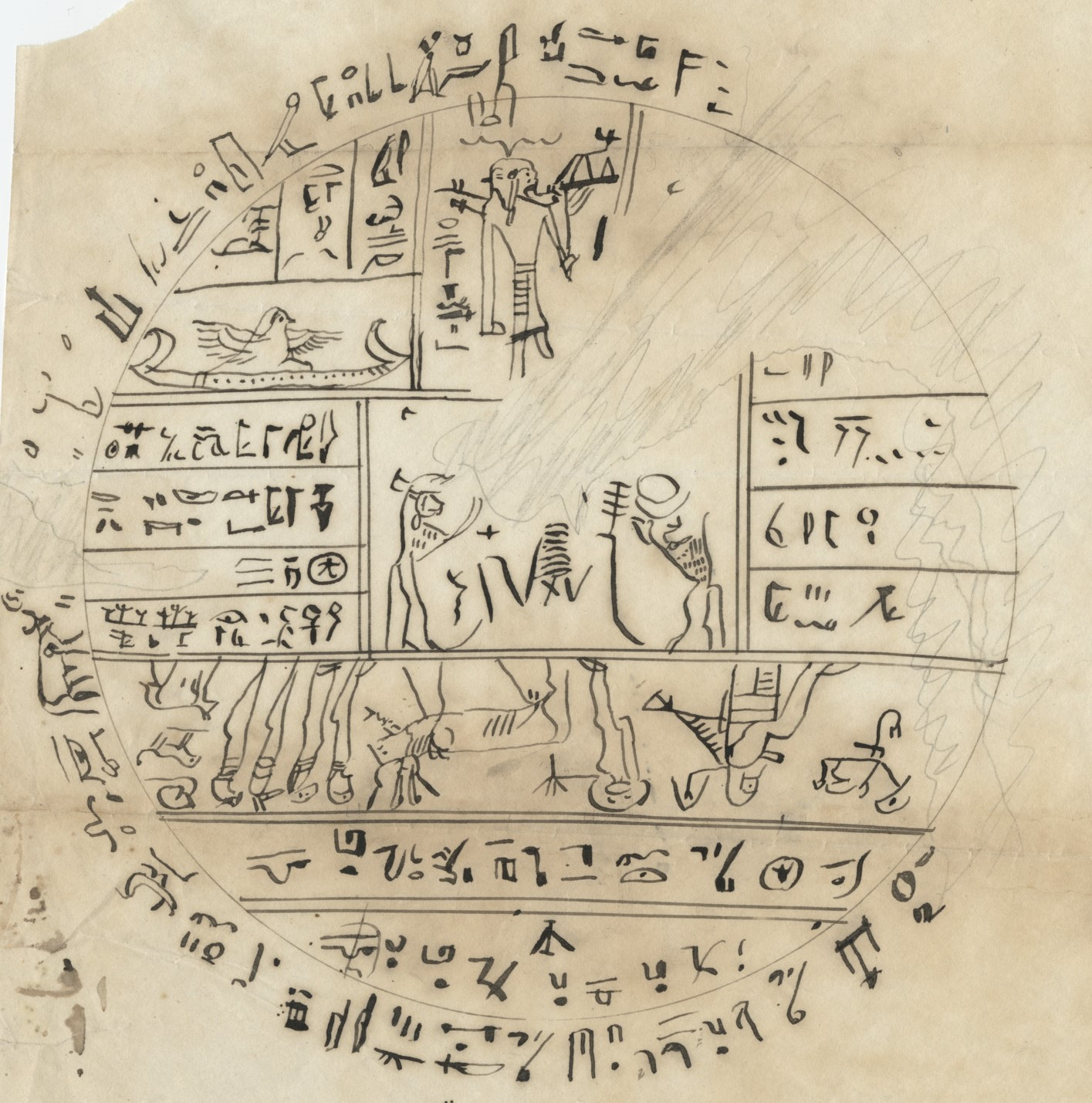
نسخة طبق الأصل من هايبوسيفالوس عصر بطلمي لشاشونق، انظر هايبوسيفالوس جوزيف سميث.
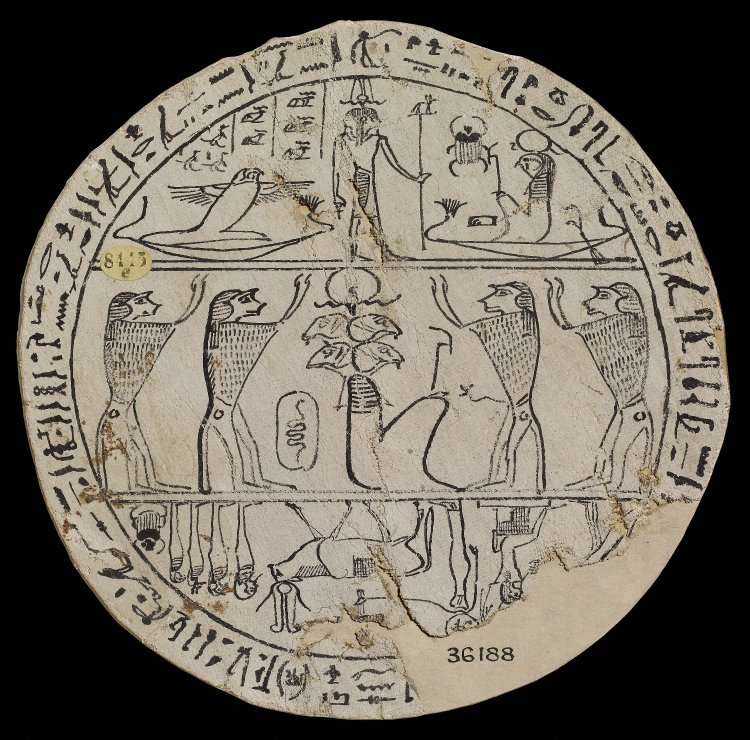
هايبوسيفالوس نيشوربخيرد الموجود في المتحف البريطاني. القرن الرابع قبل الميلاد - القرن الثالث قبل الميلاد.
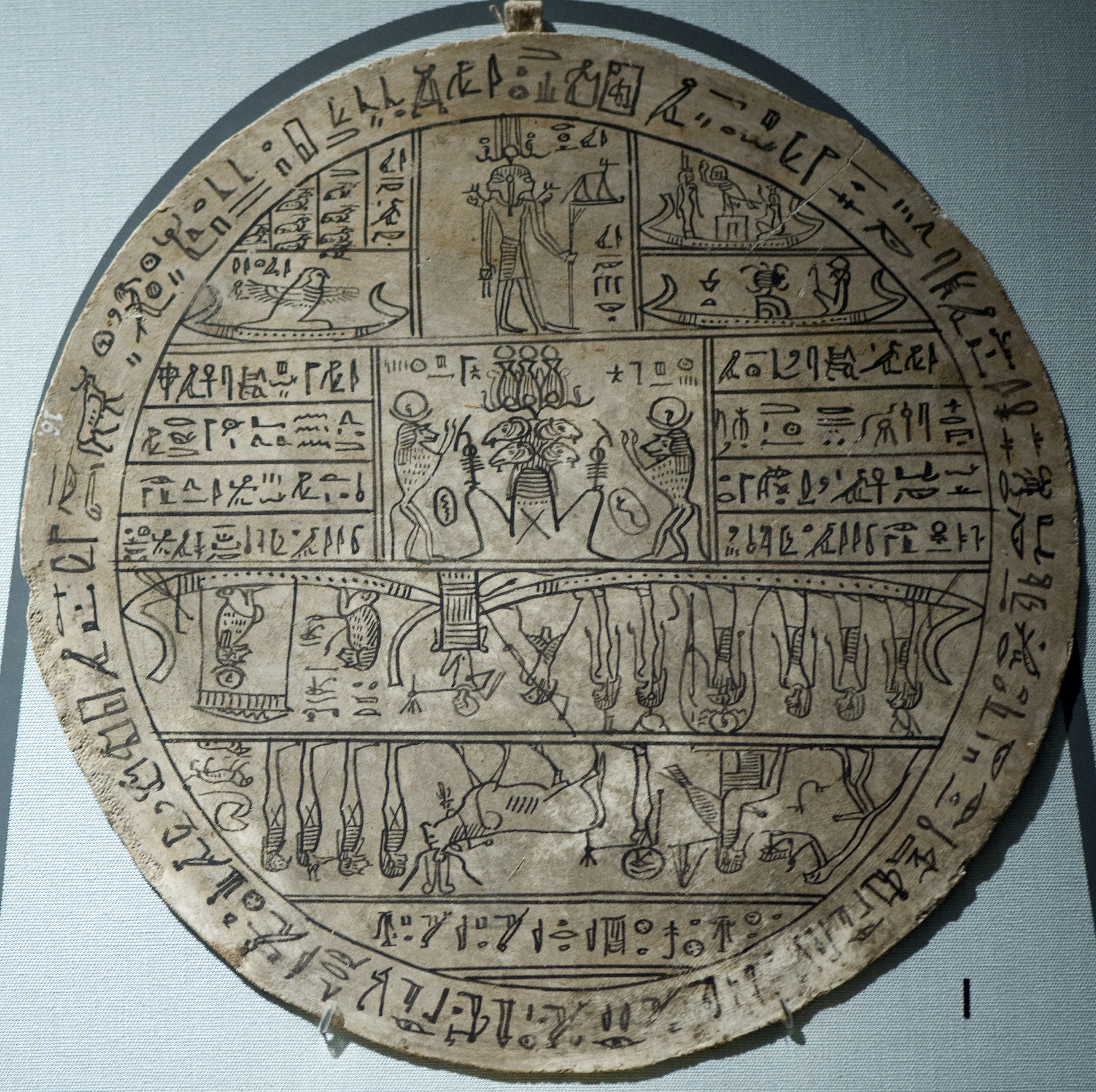
حوالي 300 قبل الميلاد، موجود في المتحف الوطني للآثار (RMO)، لايدن.
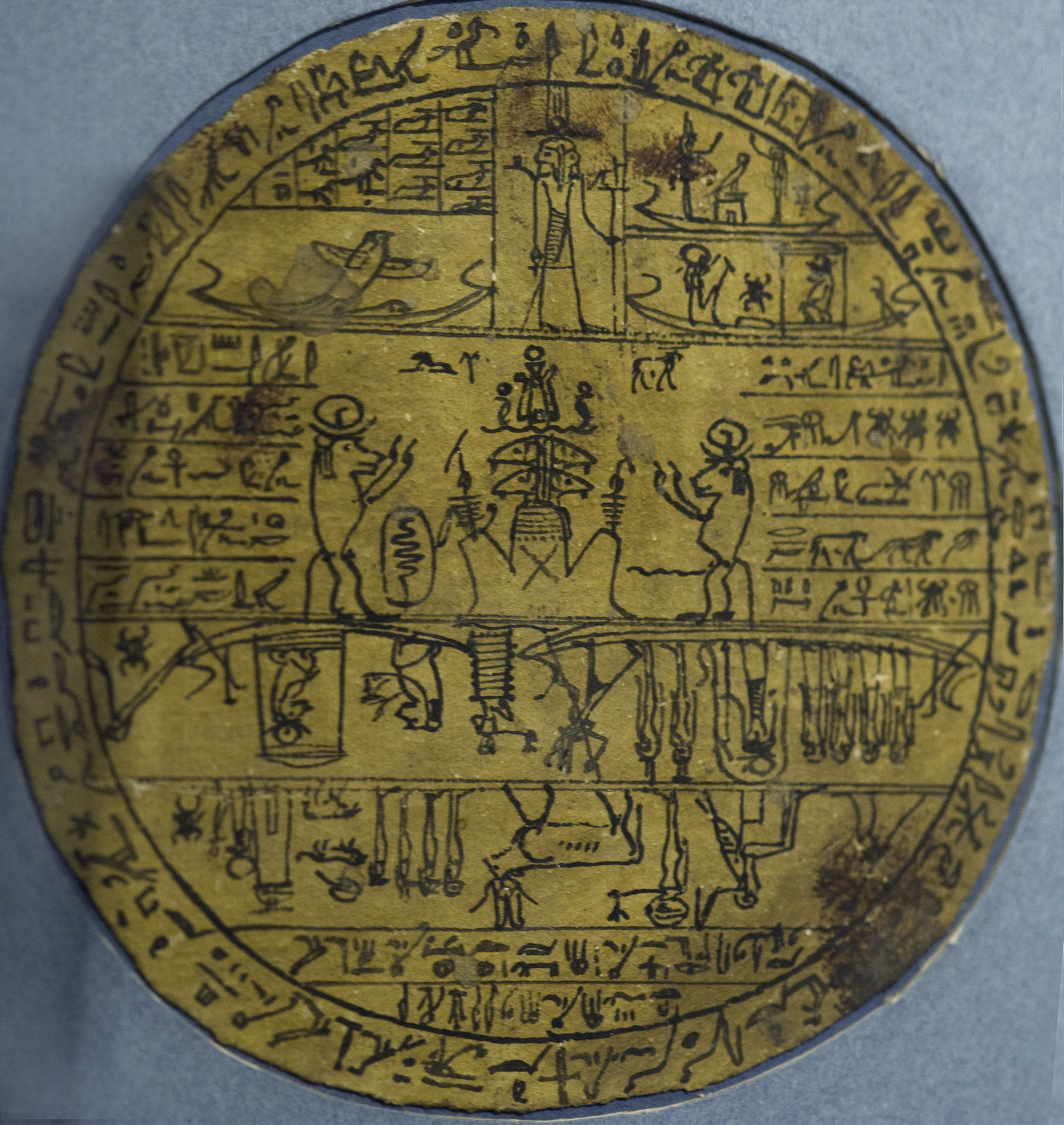
حوالي 300 قبل الميلاد، موجود في متحف اللوفر، تم تصويره عند إعارة إلى RMO.

## الهوامش
1. 1 2  قسم الآثار المصرية في المتحف البريطاني، دليل تمهيدي عام للمجموعات المصرية في المتحف البريطاني، نشر بواسطة أمناء المتحف البريطاني، 1971، ص. 146
2. 1 2  ويليام ماثيو فليندرز بيتري، إدوارد راسل أيرتون، تشارلز تريك كورلي، آرثر إدوارد بيرس بروم ويغال، أبيدوس، 1902، ص. 50
3. ↑  جيرالدين بنش، السحر في مصر القديمة، جامعة تكساس للنشر، 1995، ص. 157
4. ↑  ألفريد ويدمان، دين المصريين القدماء، 2001، ص. 306
5. ↑  إي. أ. واليس بدج، (1893)، المومياء: دليل لآثار الجنائز المصرية، كيسنجر للنشر، 2003، ص. 476

## روابط خارجية
صور الهايبوسيفالوس يمكن العثور عليها في:
- هايبوسيفالوس من أبيدوس
- اثنان من الهايبوسيفالوس